# Tuyển hầu xứ Salzburg
Tuyển hầu xứ Salzburg (tiếng Đức: Kurfürstentum Salzburg hay Kursalzburg), đôi khi được gọi là Đại công quốc Salzburg, là một Tuyển đế hầu của Đế quốc La Mã Thần thánh từ năm 1803–1805, tiền thân của nó là Tổng giáo phận vương quyền Salzburg sau khi thân vương giáo hội này bị thế tục hoá bởi Hòa giải Đức.
Nhà nước này được lập ra để bồi thường cho Ferdinando III xứ Toscana, em trai của Hoàng đế Franz II của Thánh chế La Mã vì đã bị Pháp sáp nhập mất lãnh thổ Đại công quốc Toscana. Lãnh thổ của nó bao gồm toàn bộ Tổng giáo phận vương quyền Salzburg và Berchtesgaden Provostry, một phần của Giáo phận vương quyền Eichstätt và Passau. 